# 보비 컨베이
로버트 프랜시스 "보비" 컨베이(Robert Francis "Bobby" Convey, 1983년 5월 27일, 펜실베이니아주 필라델피아 ~ )는 미국의 전 축구 선수이다.
2000년, 미국의 DC 유나이티드에서 선수 생활을 시작, 같은 해 미국 축구 국가대표팀에 발탁되어 현재까지 뛰고 있으며, 2004년부터 2009년까지는 잉글랜드의 레딩 FC 선수로 뛰었었다.